# Det finns en underbar källa
Det finns en underbar källa är en sång med text av Herman Richart Steffensen och musik skriven före 1845 av Sophie Dedekam. Texten översattes 1895 till svenska. Musiken, i D-dur, har nr 266 i Frälsningsarméns Musikjournal. Texten fanns publicerad i Stridsropet 13 juli 1895. I versionen från Segertoner 1960 har en bearbetning skett av Daniel Hallberg. 1987 gjordes en bearbetning av texten. Psalmen har 3-4 8-radiga verser och en refräng som lyder:
En underbar, underbar källa
Är källan från Jesu sår.
Den renar ifrån alla synder,
Och vit som snö den tvår.

## Publicerad i
- Stridsropet 13 juli 1895
- Fälttågs-Sånger 1916-1917 som nr 5 under rubriken "Frälsningssånger; Budskap"
- Musik till Frälsningsarméns sångbok 1907 som nr 266
- Samlingstoner 1922 som nr 148 under rubriken "Helgelsesånger".
- Fridstoner 1926 som nr 44 under rubriken ""Frälsnings- och helgelsesånger".
- Frälsningsarméns sångbok 1929 som nr 3 under rubriken "Frälsningen i Kristus".
- Kom 1930 som nr 16 under rubriken "Frälsningen i Kristus".
- Segertoner 1930 som nr 131 under rubriken "Jesus lidande och död. Blodet. Försoningen".
- Sånger för Frälsningsarméns möten 1948 som nr 4 (nr 8 i FA:s sångbok) under rubriken "Frälsningssånger".
- Segertoner 1960 som nr 130
- Frälsningsarméns sångbok 1968 som nr 9 under rubriken "Frälsning".
- Segertoner 1988 som nr 524 under rubriken "Att leva av tro - Skuld - förlåtelse -rening".[1]
- Frälsningsarméns sångbok 1990 som nr 331 under rubriken "Frälsning".
- Sångboken 1998 som nr 12